# مجيد خدوري
مجيد خدوري (بالإنجليزية: Majid Khadduri) (27 سبتمبر 1909 - 25 يناير 2007) ولد في العراق وكان المؤسس لمدرسة بول هنري نتز للدراسات الدولية المتقدمة وبرنامج دراسات الشرق الأوسط. دولياً، عرف مجيد بأنه صاحب نفوذ واسع وقيادي في العلوم الإسلامية والتاريخ الحديث وسياسة الشرق الأوسط. ألف مجيد خدوري أكثر من 35 كتاباً باللغتين العربية والإنجليزية إضافة إلى مئات المقالات.

## حياته الخاصة
ولد خدوري في الموصل، العراق، عام 1909 وعاش هناك حتى 1928، عندما تخرج من الثانوية. انتقل بعدها إلى لبنان ودرس في الجامعة الأمريكية في بيروت، واستلم شهادة البكالوريوس في الفنون. في 1932. ألحقها بشهادة دكتوراه في القانون الدولي والعلوم السياسية في عام 1938 عمل منذ 1939 حتى 1947 للعراق في وزارة التعليم كبروفيسور قانون في جامعة المعلمين العليا في 1946 كان عضواً في الوفد العراقي الأول للأمم المتحدة وشارك في كتابة عقد المنظمة. كان له أخوان: "خالد" و"دليل" وأختان "مثيله" و"خيرية". تزوج من السيدة "مادجي ضواف" (غير متأكد من الاسم) والتي توفيت عام 1972 بعد أن رزقت بطفلين هما "فريد" و"شرين" واللذان بدورهمها أعطوه ثلاثة أحفاد. توفي في 25 يناير عام 2007 في منشأة للرعاية في قرية بوتوماك الواقعة في ولاية ماريلاند.

## حياته الأكاديمية
بعد تجربته في الأمم المتحدة، عاد إلى الولايات المتحدة حيث عمل كبروفيسور في جامعة إنديانا وفي الجامعة التي درس فيها (جامعة شيكاغو)، واستقر بعد ذلك في جامعة جون هوبكنز وأنشأ برنامج دراسة الشرق الأوسط وعمل فيها حتى 1970. عمل كرئيس لمركز دراسات الشرق الأوسط من عام 1960 إلى عام 1980 في هذا الوقت بدأ بتقديم بعض أوائل الدورات في القانون الإسلامي على مستوى الأمة تخرج على يديه كل من:  إيلي سالم وزير الخارجية اللبناني السابق، وسليمان السليم وزير التجارة السعودي السابق، وصامويل لويس السفير الأمريكي السابق في مصر، وهيرمان إيلتس السفير الأمريكي في إسرائيل، ومالكوم كير الرئيس المغتال للجامعة الأمريكية في بيروت.
خلال فترة عمله كان أيضا أستاذا زائرا لعدد من المؤسسات التعليمية مثل جامعة كولومبيا وجامعة هارفرد وجامعة فيرجينيا وجامعة جورج تاون. ولقد أنشأ أيضا مجتمع الشيباني للقانون الدولي وأنشأ أيضا الجمعية الدولية لدراسات الشرق الأوسط كما أنشأ جامعة ليبيا وعمل عميدا لها في عام 1957.

## الجوائز والتكريمات
- جائزة الجمعية الفلسفية
- الزمالة من مؤسسة فورد
- جائزة برنامج فولبرايت
- جائزة مؤسسة روكفلر (ثلاث مرات)
- جائزة LHDs الفخرية من جون هوبكنز وجامعة ولاية نيويورك
- وسام الاستحقاق (مصر) الدرجة الأولى
- ترتيب [[الرافدين
- زميل فخري في جمعية دراسات الشرق الأوسط
- عضو في مجمع اللغة العربية
- عضو في الأكاديمية العراقية

## أعماله المنشورة
- ليبيا الحديثة: دراسة في التطور السياسي ( يونيو1964)
- الإتجاهات السياسية في العالم العربي: دور الأفكار والمثاليات في السياسة( يناير 1970)
- معاصرات عربية: دور المشاهير في السياسة ( يونيو 1973)
- الحرب والسلام في قانون الإسلام ( يونيو 1977)
- العراق الاشتراكي: دراسة في علم السياسة العراقي 1968 ( يناير 1978)
- العراق المستقل, من 1932 إلى 1958 دراسة في السياسات العراقية ( يونيو 1980)
- شخصيات عربية في السياسة ( أبريل 1981)
- القانون في الشرق الأوسط: النشأة والتطور للقانون الإسلامي ( أكتوبر 1983)
- دول الخليج العربي: خطوات نحو المشاركة السياسية ( مع جون بيترسون - فبراير 1988)
- حرب الخليج: النشأة والآثار للصراع العراقي الإيراني(مايو 1988)
- الحرب في الخليج, 1990-1991, الصراع العراقي الكويتي وآثاره ( مع إدموند غريب - أغسطس 2001)
- المفهوم الإسلامي للعدالة ( فبراير 2002).

### المقالات
- عزيز علي المصري والحركة القومية العربية، مجلة «حوار»، أبريل 1964
- الإسلام والعلاقات الدولية أمس واليوم، مجلة «حوار»، فبراير 1965
- اتجاهات الفكر السياسي في الوطن العربي، مجلة «حوار»، أبريل 1967
- عرب معاصرون، مجلة «العربي»، يونيو 1975

## أعماله كمدقق
- الشريعة الإسلامية في الأمم : سير الشيباني ( فبراير 2002)
- رسالة الشافعي: بحث في أسس التشريع الإسلامي.

## وصلات خارجية
- مقالات مجيد خدوري في أرشيف الشارخ للمجلات الأدبية والثقافية العربية، أرشيف الشارخ